# Руссо, Таль
Таль Ру́ссо (ивр. טל רוסו‎; род. 27 сентября 1959, Хулата, Израиль) — генерал-майор запаса Армии обороны Израиля; в последних армейских должностях: глава Оперативного управления Генерального штаба армии (с октября 2006 по октябрь 2010 года), Командующий Южным военным округом армии (с октября 2010 по апрель 2013 года), командир Штаба глубины (с февраля 2015 по май 2017 года). В течение короткого времени был депутатом кнессета 21-го созыва от партии «Авода».

## Биография
Таль Руссо родился 27 сентября 1959 года в кибуце Хулата в Верхней Галилее, Израиль.
Отец Руссо, Дрор (1 апреля 1931 — 5 февраля 2002, выходец из сефардского семейства Руссо, переехавшего в Палестину из македонского городка Битола в конце 19-го века), и мать Руссо, Ноа (26 мая 1930 — 1 ноября 2018, урождённая Резник), прошли Войну за независимость Израиля в рядах «Пальмаха». Таль Руссо был вторым из трёх детей семьи (старший брат: Рон Руссо, младшая сестра: Сигаль Руссо-Бнаяху).
В юности играл в баскетбол в команде «Хапоэль Кфар-Гилади» (ныне «Хапоэль Гильбоа-Галилея»).

### Военная карьера
В 1978 году Руссо был призван на службу в Армии обороны Израиля. Служил в специальном подразделении ВВС Израиля «Шальдаг».
Уже в звании сержанта был назначен командиром группы в подразделении вместо смещённого с должности офицера.
В 1981 году уволился в запас, но вернулся на службу вследствие начала Ливанской войны и, несмотря на то, что находился всего лишь в звании старшего сержанта, командовал ротой подразделения «Шальдаг» в боевых операциях в прибрежной зоне Ливана. Помимо прочего, командовал своей ротой в бою по захвату комплекса Национального музея Бейрута.
По окончании войны Руссо был повышен в звании до капитана, не проходя офицерские курсы, и был назначен командиром резервной роты в «Шальдаге».
В 1985 году был назначен заместителем командира специального подразделения «Сайерет Маткаль», а в 1986 году — заместителем командира подразделения «Шальдаг». В 1987 году вновь уволился в запас, но в 1989 году вернулся на службу в качестве ответственного за особый проект в подразделении «Шальдаг».
В 1991 году Руссо возглавил батальон «Ротем» бригады «Гивати», а в 1992 году стал командиром специального подразделения «Маглан». В этой должности, помимо прочего, командовал многочисленными операциями по уничтожению боевиков «Хезболлы» в Ливане.
С 1994 года командовал резервной десантной бригадой «Хицей ха-Эш», а в 1997 году находился на учёбе в Колледже национальной безопасности.
В апреле 1998 года Руссо был назначен командиром бригады «Нахаль». Командовал бригадой до 8 августа 2000 года, в том числе во время вывода израильских войск из Ливана.
С 2001 по 2003 год был командиром особой резервной дивизии «Ха-Эш», а с ноября 2003 по ноябрь 2005 год командовал бронетанковой дивизией «Ха-Плада». В 2005 году на дивизию «Ха-Плада» под командованием Руссо была возложена задача исполнения «Плана одностороннего размежевания» в Северной Самарии. По окончании должности Руссо возглавил проект Начальника Генштаба по связи между армией и национально-религиозным лагерем (ивр. הציבור הדתי-לאומי‎), отношения армии с которым были расшатаны вследствие исполнения «Плана одностороннего размежевания» в секторе Газа и Северной Самарии.
В 2006 году, во время Второй ливанской войны, исполнял особую должность помощника главы Оперативного управления Генштаба по специальным операциям.
12 октября 2006 года, по рекомендации Начальника Генштаба Дана Халуца, Руссо был повышен в звании до генерал-майора и назначен главой Оперативного управления Генерального штаба Армии обороны Израиля, сменив на посту генерал-майора Гади Айзенкота. Командовал управлением во время операции «Литой свинец» в секторе Газа, атаки на ядерный реактор в Сирии в сентябре 2007 года и операции «Небесные ветра» по перехвату турецкой «Флотилии свободы» в мае 2010 года. Исполнял данную должность до октября 2010 года.
В сентябре 2010 года было решено назначить Руссо Командующим Южным военным округом Армии обороны Израиля. 21 октября 2010 года Руссо вступил в должность Командующего Южным военным округом, сменив на посту генерал-майора Йоава Галанта.
В этой должности командовал, помимо прочего, операцией по ликвидации боевиков, совершивших серию терактов на юге Израиля 18 августа 2011 года, а в ходе последовавших внутренних расследований публично признал свою ответственность за ошибочное решение разрешить движение гражданского транспорта по приграничному шоссе 12, несмотря на информацию о готовящихся терактах.
В ноябре 2012 года Руссо руководил войсками округа в ходе ведения операции «Облачный столп» в секторе Газа. На посту Командующего Южным округом Руссо также курировал работы по возведению разделительного барьера на израильско-египетской границе.
В ноябре 2012 года имя Руссо упоминалось среди имён возможных кандидатов на пост заместителя Начальника Генштаба армии (должность, на которую в дальнейшем было решено назначить генерал-майора Гади Айзенкота).
4 апреля 2013 года Руссо передал командование округом генерал-майору Сами Турджеману накануне предстоящего выхода Руссо в запас из армии.
В январе 2015 года было опубликовано сообщение о решении министра обороны Моше (Боги) Яалона и Начальника Генштаба армии генерал-лейтенанта Бени Ганца, согласованное с преемником Ганца на посту — генерал-майором Гади Айзенкотом, назначить Руссо на должность командира Штаба глубины — структурного подразделения Генштаба армии, предназначенного для координирования спецопераций армии в оперативно-стратегической глубине, то есть за пределами Израиля. При этом в отличие от предшественников Руссо на этой должности назначение Руссо не предполагало возвращение на регулярную службу в армию, а исполнение должности в статусе офицера запаса. Руссо вступил в должность 26 февраля 2015 года, сменив на посту генерал-майора Рони Нуму. 11 мая 2017 года Руссо передал командование Штабом глубины генерал-майору Мони Кацу.

### После выхода в запас
По окончании военной службы, ещё до назначения на пост командира Штаба глубины, Руссо учредил свою компанию T.R. Infrastructures Ltd. Руссо также является старшим советником израильской компании оборонного консалтинга SBM, членом совета директоров компании Rego, разрабатывающей проект гибридного автомобиля-внедорожника, старшим советником клинтек-компании Nuel Advanced Technologies и председателем совета директоров компании по дизайну и производству технического текстиля TT9 Design, а также входит в состав управления компаний Brlev Agricultural Crops, Brlev Planting и Brlev Green Manufacturing по исследованию и выращиванию медицинской марихуаны. Также входил в состав консультативного совета израильской группы компаний оборонных технологий Avnon Group.
Руссо также действовал на общественных началах в некоммерческой организации «Олим бе-яхад» (ивр. עולים ביחד‎), занимающейся продвижением трудоустройства евреев-выходцев из Эфиопии, и некоммерческой организации «Ахарай!» (ивр. אחריי!‎), занимающейся развитием лидерства среди молодёжи.
20 февраля 2019 года Руссо объявил о вступлении в партию «Авода», и лидер партии Ави Габай (в рамках предоставленного ему партией права определить по собственному усмотрению кандидатов на второе и десятое место в партийном списке кандидатов дополнительно к кандидатам, избранным на внутрипартийных выборах) объявил о решении определить Руссо кандидатом от партии на парламентских выборах в кнессет 21-го созыва, зарезервировав для него второе, следующее непосредственно за Габаем, место в партийном списке кандидатов. Руссо был избран депутатом кнессета 21-го созыва, после того как по результатам выборов, состоявшихся 9 апреля 2019 года, партия «Авода» заняла 6 мест в кнессете.
В кнессете 21-го созыва был членом Комиссии по иностранным делам и безопасности и Комиссии по делам образования, культуры и спорта.
10 июня 2019 года в свете объявленных повторных выборов в кнессет Руссо объявил о своём решении покинуть политическую арену и не выставлять свою кандидатуру на повторных выборах. Вскоре после объявления Руссо пожертвовал свою депутатскую зарплату в размере 154 тысяч шекелей на лечение раненого солдата Армии обороны Израиля и отказался от положенного ему служебного автомобиля. Его срок на посту депутата кнессета истёк 3 октября 2019 года при формировании кнессета следующего созыва по результатам выборов.
В 2023 году Руссо присоединился к протестной деятельности против судебной реформы в Израиле, задуманной правительством под руководством Биньямина Нетаньяху.
Входит в состав «Форума Танаха» некоммерческой организации «Компания по исследованию Танаха в Израиле».

### Образование и личная жизнь
За время службы в армии Руссо получил степень бакалавра Хайфского университета (в области политологии) и степень магистра экономики и делового администрирования Тель-Авивского университета.
Не женат, живёт в Тель-Авиве.

## Публикации
- טל רוסו המדינה זקוקה לכחול לבן בכנסת הארץ, 21.3.21 (Таль Руссо, «Страна нуждается в „Кахоль-лаван“ в кнессете», «Га-Арец» (21.3.21)) (Архивировано 10 декабря 2022 года.) (иврит)
- טל רוסו כאן כדי להבעיר: הבן גביריזם הוא דגל אדום — הרימו אותו מעריב, 31.10.22 (Таль Руссо, «Он здесь ради разжигания пожара: Бен-Гвиризм — это сигнал опасности, озвучьте его», «Маарив» (31.10.22)) (Архивная копия от 11 ноября 2022 на Wayback Machine) (иврит)